# Agrotis aristifera
Agrotis aristifera är en fjärilsart som beskrevs av Achille Guenée 1852. Agrotis aristifera ingår i släktet Agrotis och familjen nattflyn. Inga underarter finns listade i Catalogue of Life.